# 砂沢喜代次
砂沢 喜代次（すなざわ きよじ、1910年 - 1984年）は、日本の教育学者、北海道大学名誉教授。

## 略歴
- 1910年 鳥取市生まれ。
- 1938年 広島文理科大学教育学科卒業。
- 福島師範学校、静岡第二師範学校、北海道第三師範學校→北海道学芸大学旭川分校（現・北海道教育大学）教授。
- 1952年 北海道大学教育学部助教授、教授、74年定年退官、名誉教授。

## 著書
- 『人間教育の方向 政治と教育の諸問題』 楡書房 1956
- 『授業記録のとり方』 明治図書出版 1963 授業の技術 別巻
- 『授業組織化の基礎理論』 明治図書出版 1966
- 『西欧・ソ連との教育対話』 明治図書出版 1968
- 『現代教授学の基礎』 明治図書出版 1975 授業研究基本図書選
- 『集団思考の方法』 明治図書出版 1979 授業研究全書

## 共編著
- 『デューイの教育思想研究 国民教育の前進のために』編 理想社 1957
- 『問題別にみた教育史』西脇英逸共編 協同出版 1958
- 『学習過程の実践的研究』編 明治図書出版 1959
- 『子どもの思考過程』編著 明治図書 1962
- 『中学生の思考過程』静岡大学教育学部附属島田中学校共著 明治図書出版 1963
- 『講座授業研究』全5巻別巻1 編 明治図書出版 1964
- 『中学校における授業の組織化』静岡大学教育学部附属島田中学校共著 明治図書出版 1965
- 『教育相談を生かした授業過程』松村謙、山口和久共編著 文教書院 1966
- 『授業における思考訓練』福岡教育大学附属福岡小学校共著 明治図書出版 1966 学校の共同研究
- 『講座子どもの思考構造』編 明治図書出版 1967
- 『集団思考過程の研究』編 明治図書出版 1967
- 『矛盾の克服をめざす授業』静岡大学教育学部附属島田中学校共著 明治図書出版 1967
- 『主体性の追究 授業の分析から総合への10年』静岡大学教育学部附属島田中学校共著 明治図書出版 1970
- 『教育科学の探究』城戸幡太郎共編 明治図書出版 1971
- 『講座授業と集団思考』編 明治図書出版 1971
- 『明治維新の授業 教育内容構成の実験的研究』編 北海道大学図書刊行会 1974
- 『学習集団の思想と方法』編 明治図書出版 1976 全授研シリーズ
- 『教育学入門』編著 福村出版 1980

## 翻訳
- W.オコン『思考の教授学』共訳 1971 明治図書新書

## 参考
- 鈴木秀一「砂沢喜代次教授について (砂沢喜代次教授退官記念号)」『北海道大学教育学部紀要』第25号、北海道大學教育學部、1975年12月、221-224頁、ISSN 04410637、NAID 120000965339。